# Asadabad, Afghanistan
Asadabad, hay Asad Abad, (tiếng Pashto: اسعد‌آباد; tiếng Ba Tư: اسعد‌آباد Asadābād) là một thành phố tại Afghanistan, thủ phủ của tỉnh Kunar. Thành phố nằm bên sông Kunar.
Asadabad nằm ở tỉnh đông bắc Kunar. Đây là một vùng núi cách biên giới Pakistan 5 dặm. Do gần biên giới với Pakistan, Asadabad là một nơi buôn bán khác sầm uất. Đèo Mara-Wara nằm ở đông bắc của Asadabad là một cửa khẩu biên giới của hai nước.
Vào ngày 14 tháng 8 năm 2021, Asadabad bị các chiến binh Taliban chiếm giữ, trở thành tỉnh lỵ thứ 21 bị tổ chức này giành được trong khuôn khổ cuộc tấn công năm 2021.

## Khí hậu
| Dữ liệu khí hậu của Asadabad                                               | Dữ liệu khí hậu của Asadabad | Dữ liệu khí hậu của Asadabad | Dữ liệu khí hậu của Asadabad | Dữ liệu khí hậu của Asadabad | Dữ liệu khí hậu của Asadabad | Dữ liệu khí hậu của Asadabad | Dữ liệu khí hậu của Asadabad | Dữ liệu khí hậu của Asadabad | Dữ liệu khí hậu của Asadabad | Dữ liệu khí hậu của Asadabad | Dữ liệu khí hậu của Asadabad | Dữ liệu khí hậu của Asadabad | Dữ liệu khí hậu của Asadabad |
| Tháng                                                                      | 1                            | 2                            | 3                            | 4                            | 5                            | 6                            | 7                            | 8                            | 9                            | 10                           | 11                           | 12                           | Năm                          |
| -------------------------------------------------------------------------- | ---------------------------- | ---------------------------- | ---------------------------- | ---------------------------- | ---------------------------- | ---------------------------- | ---------------------------- | ---------------------------- | ---------------------------- | ---------------------------- | ---------------------------- | ---------------------------- | ---------------------------- |
| Cao kỉ lục °C (°F)                                                         | 19.5 (67.1)                  | 22.8 (73.0)                  | 31.9 (89.4)                  | 36.4 (97.5)                  | 44.1 (111.4)                 | 45.4 (113.7)                 | 44.7 (112.5)                 | 43.1 (109.6)                 | 41.5 (106.7)                 | 34.1 (93.4)                  | 29.0 (84.2)                  | 25.0 (77.0)                  | 45.4 (113.7)                 |
| Trung bình ngày tối đa °C (°F)                                             | 12.2 (54.0)                  | 15.0 (59.0)                  | 19.4 (66.9)                  | 25.0 (77.0)                  | 29.4 (84.9)                  | 33.9 (93.0)                  | 32.8 (91.0)                  | 31.1 (88.0)                  | 30.6 (87.1)                  | 25.6 (78.1)                  | 19.4 (66.9)                  | 15.6 (60.1)                  | 24.2 (75.5)                  |
| Trung bình ngày °C (°F)                                                    | 6.1 (43.0)                   | 8.9 (48.0)                   | 13.6 (56.5)                  | 18.6 (65.5)                  | 22.8 (73.0)                  | 27.0 (80.6)                  | 27.8 (82.0)                  | 26.7 (80.1)                  | 24.8 (76.6)                  | 19.2 (66.6)                  | 13.1 (55.6)                  | 8.9 (48.0)                   | 18.1 (64.6)                  |
| Tối thiểu trung bình ngày °C (°F)                                          | 0.0 (32.0)                   | 2.8 (37.0)                   | 7.8 (46.0)                   | 12.2 (54.0)                  | 16.1 (61.0)                  | 20.0 (68.0)                  | 22.8 (73.0)                  | 22.2 (72.0)                  | 18.9 (66.0)                  | 12.8 (55.0)                  | 6.7 (44.1)                   | 2.2 (36.0)                   | 12.0 (53.7)                  |
| Thấp kỉ lục °C (°F)                                                        | −15.2 (4.6)                  | −13.7 (7.3)                  | −10.0 (14.0)                 | −7.8 (18.0)                  | 1.4 (34.5)                   | 8.3 (46.9)                   | 9.7 (49.5)                   | 11.2 (52.2)                  | 5.9 (42.6)                   | −1.3 (29.7)                  | −9.3 (15.3)                  | −13.1 (8.4)                  | −15.2 (4.6)                  |
| Lượng Giáng thủy trung bình mm (inches)                                    | 69 (2.7)                     | 106 (4.2)                    | 136 (5.4)                    | 110 (4.3)                    | 49 (1.9)                     | 37 (1.5)                     | 156 (6.1)                    | 146 (5.7)                    | 43 (1.7)                     | 27 (1.1)                     | 40 (1.6)                     | 41 (1.6)                     | 960 (37.8)                   |
| Nguồn 1: Nomadseason, NASA Power (Đo nhiệt độ tối đa, tối thiểu 1990-2021) |                              |                              |                              |                              |                              |                              |                              |                              |                              |                              |                              |                              |                              |
| Nguồn 2: Climate-Data.org (Lượng mưa)                                      |                              |                              |                              |                              |                              |                              |                              |                              |                              |                              |                              |                              |                              |

## Thành phố kết nghĩa
- Union City, California, Hoa Kỳ[5]